# Musée gallo-romain d'Aoste
Le musée gallo-romain d'Aoste est un musée archéologique situé à Aoste dans le département de l'Isère . Il est géré et exploité par les services de la commune d'Aoste.

## Histoire
Vicus Augustus est une agglomération secondaire à l'époque romaine. Elle se trouve au carrefour de plusieurs voies romaines, une menant à Vienne, capitale de la province, puis Lyon ; une menant par les plateaux suisses en Italie ou en Germanie ; et une menant directement en Italie (Aoste puis Rome) via Lemencum (Chambéry).
La cité était alors un haut lieu de fabrication de verrerie et de poterie très bonne facture et sa production était exportée dans tout l’empire, de la Grande-Bretagne à l’Italie, en passant par l’Afrique du Nord et l’Allemagne. La ville d'Aoste s'est développée sur cet ancien site durant l'époque médiévale.
Des fouilles archéologiques sont pratiquées dès 1856 à l'initiative de la municipalité. Les nombreuses découvertes datant de l'époque gallo-romaine permirent dès cette période de lancer la création du premier musée d’Aoste, un des plus vieux établissements de l’Isère. Un nouveau bâtiment lui est affecté en 1988, puis quelques années plus tard, la commune restructure le lieu avec deux bâtiments réunis par une galerie couverte, créant un nouveau site entièrement consacré à la période, portant la surface ouverte au public à 650 m2.
En 2023, excepté le musée archéologique de Vienne, le musée d'Aoste est le seul site du département de l'Isère à présenter un équipement culturel sur des collections archéologiques relevant de la période romaine.

## Présentation
Le musée gallo-romain d'Aoste est consacré à l'évocation de la vie quotidienne dans la ville antique d'Augustum, à la période gallo-romaine. Il est labellisé Musée de France.

## Accès et visite
Le musée, situé 43, place du musée à Aoste, est ouvert du lundi au vendredi de 13 h à 17 h. Il est généralement fermé les samedis, dimanches et jours fériés ainsi que durant les vacances de Noël et du Jour de l'An. Le musée participe régulièrement aux journées du patrimoine. Lors de la 37e édition organisée en 2020, le thème de l'exposition proposée aux visiteurs portait le thème de la pollution et du recyclage chez les Romains.